# Menzil-Gemeinde
Die Menzil-Gemeinde ist ein Zweig des Naqschbandīya-Ordens und gehört zu den mitgliederstärksten Sufi-Gemeinden in der Türkei. Der Name dieser Gemeinde bezieht sich auf deren Zentrumsort Menzil in der Nähe von Adıyaman.
Die Menzil-Gemeinde wurde von Muhammed Raşit Erol (1930–1993) gegründet. Nach dessen Tod wurde die Führung von seinem Bruder Abdulbaki Erol übernommen. Das Oberhaupt der Gemeinde wird unter den Anhängern bevorzugt mit seinem spirituellen Titel Gavs gerufen.
In Europa ist die streng konservative Sufi-Gemeinde weit vernetzt. In Deutschland befindet sich deren größter Standort in Castrop-Rauxel unter dem Namen FATIH Glaubens- und Kulturzentrum GmbH.